# Abdul Adhim Kamouss
Abdul Adhim Kamouss (französisch Abdel Hadime Kamouss, in der Anhängerszene kurz Abdul Adhim; * 1977 in Rabat, Marokko) ist ein marokkanischer Imam, der seit 1997 in Deutschland lebt. Er wurde in Berlin als fundamentalistischer Prediger bekannt, der islamisch-religiöse Jugendarbeit betreibt. Bis mindestens 2014 galt er als einer der prominentesten salafistischen Prediger in Deutschland. Spätestens seit 2016 wird eine Distanzierung Kamouss’ von der deutschen Salafismus-Szene nebst zunehmend kritischer, öffentlicher Auseinandersetzung mit salafistischen Inhalten beschrieben.

## Werdegang und Aktivitäten
Kamouss kam 1997 nach Deutschland, um an der Technischen Universität Berlin zu studieren, und schloss sein Studium als Diplomingenieur in der Fachrichtung Elektrotechnik ab. Er arbeitet neben seiner Predigttätigkeit als freiberuflicher Ingenieur.
Seit 2005 predigte Kamouss unter anderem häufig an der allgemein als salafistisch eingestuften Al-Nur-Moschee in Berlin-Neukölln. Nach einem in der Öffentlichkeit kontrovers diskutierten Auftritt in der ARD-Sendung Günther Jauch im Oktober 2014 trennte sich die Moschee nach 17-jähriger Zusammenarbeit von Kamouss. Nach eigenen Bekundungen hatte er sich bereits vorher von den Verantwortlichen der Moschee entfremdet, der Auftritt bei Günther Jauch sei nur der letzte Anlass gewesen. Den 2005 vom Berliner Senat wegen gewaltaffiner Äußerungen in Predigten aus Deutschland ausgewiesenen libanesischen Islamgelehrten Salem El-Rafei, der lange für die Moschee tätig war, bezeichnete Kamouss gleichwohl im Sommer 2015 als „großen Scheikh“, der einer seiner Lehrer gewesen sei.
Religiös hat er sich nach eigener Darstellung seit dem 6. Lebensjahr mit dem Studium des Islams befasst und wurde im marokkanischen Ableger der islamischen Bewegung Jama'a al Islamiyya geprägt. Er habe sich bei islamischen Gelehrten und Scheichs, darunter seinem älteren Bruder, kontinuierlich fortgebildet und befinde sich noch heute in einem Lernprozess.
Bekannt wurde Kamouss besonders durch seine Internetpräsenz. Aufzeichnungen seiner Predigten wurden auf der Internetseite der Al-Nur-Moschee und anderen salafistischen Webseiten oder über YouTube verbreitet. Ähnlich wie andere deutschsprachige Prediger wie Pierre Vogel galt er lange als eine Art „Popstar“ einer jungen Anhängerszene. In den Medien wurde er zeitweise als „Moslem-Macher“ bezeichnet, da in seiner Moschee zahlreiche Konversionen stattfanden, vor allem von jungen Deutschen (berichtet wurde von bis zu fünf Neubekehrten pro Woche).

## Positionen und Kontroversen

### Verankerung im Salafismus
Kamouss hält seine Predigten und Vorträge auf Deutsch und Arabisch und vertrat lange Zeit ein strenges, orthodoxes Islamverständnis: Wie im salafitischen Islam üblich orientierte er seine religiösen und moralischen Auffassungen an vermeintlichen Lebensgewohnheiten der Prophetengefährten im 7. Jahrhundert. Kamouss bezieht in seine Unterweisungen zudem häufig Erkenntnisse und Urteile von Religionsgelehrten der klassisch-sunnitischen Hadithwissenschaft ein, die er auch eigenständig betreibt.
Nach der WDR-Reportage Der Moslem-Macher über seine Person im Jahr 2007 beschuldigte er den Sender, eine „große Medienkampagne gegen den Islam“ zu führen und bei den Deutschen Angst gegenüber seiner Religion zu verbreiten.
Im Oktober 2014 wurde Kamouss in der politischen ARD-Talksendung Günther Jauch vorgehalten, in einem einige Jahre zuvor entstandenen Video zusammen mit dem späteren IS-Kämpfer Denis Cuspert zu sehen gewesen zu sein. Kamouss räumte das ein, erklärte jedoch, er habe Cuspert zu überzeugen versucht, dass er sich auf einem Irrweg befinde. Cuspert sei für ihn aber irgendwann nicht mehr zu erreichen gewesen.
Der Verfassungsschutz Berlin urteilte auf der Basis von Erkenntnissen aus der ersten Hälfte der 2000er Jahre, Kamouss sei zwar formal gegen Gewalt, gehöre aber trotzdem als Vertreter des politischen Salafismus zu den Radikalisierern. Nach eigenen Bekundungen und Beobachtungen in der Szene hat in den Jahren ab etwa 2012/13 eine zunehmende Distanzierung vom radikalen und insbesondere vom gewaltbefürwortenden Spektrum des Salafismus seitens Kamouss stattgefunden. Im Unterschied zu anderen deutschen Predigern betrieb Kamouss niemals eine eigene Fatwa-Webseite. Er versteht sich nach eigener Darstellung heute als Prediger, der gefährdete Jugendliche vor Radikalisierung schützen möchte.

### Abgrenzungen
Kamouss geht davon aus, fanatischen Muslimen fehle ein tieferes Verständnis ihrer Religion und sie interpretierten die Texte, ohne sie zu verstehen. Er selbst legt Wert darauf, sich sein religiöses Wissen von Gelehrten angeeignet zu haben, die für Fanatismus und Abirrungen nicht verantwortlich zu machen seien. „Der Islam hört da auf, wo der Fanatismus beginnt.“ Da er ein breites, zum Teil aus extremen oder sehr extremen Muslimen bestehendes Zuhörerspektrum anspreche, wolle er jedoch nicht namentlich zu anderen radikalen Predigern Stellung nehmen.
Kamouss spricht sich für die Integration der Muslime in Deutschland aus. Seine Frau sei Deutsche, seine Kinder „zur Hälfte deutsch und marokkanisch“. Er betrachtet sich selbst in Deutschland gut integriert und nennt sich „sogar ein Symbol der Integration“. Er sei aber gegen Assimilation, durch die „man seine Identität verliert.“ Es sei falsch zu meinen, man könne nur integriert werden, wenn man kein praktizierender Muslim sei.
Im Rahmen des HSFK-Report Nr. 2/2016 der Hessischen Stiftung Friedens- und Konfliktforschung heißt es bezogen auf die Beteiligung von Kamouss an der seit 2003/04 in Deutschland offensiv an die Öffentlichkeit getretenen „nicht-militante[n] politisch-missionarische[n] Strömung“ der salafistischen Szene in Deutschland, zu deren Vorreitern er gezählt wird: „Abdul Adhim Kamouss distanziert sich inzwischen von dieser Szene und setzt sich öffentlich zunehmend kritisch mit salafistischen Inhalten auseinander.“
Im Frühsommer 2018 gründete er zusammen mit anderen die Stiftung Islam in Deutschland, für die er mittlerweile hauptberuflich arbeitet. Diese verfolgt das Ziel, das gesellschaftliche Zusammenleben von Muslimen und Nicht-Muslimen zu fördern. Zu ihren Grundsätzen zählt ein Bekenntnis zum Grundgesetz, zur Gleichberechtigung von Mann und Frau und eine Distanzierung von Antisemitismus und Homophobie.

## Schriften
- Abdul Adhim Kamouss: Wem gehört der Islam? Plädoyer eines Imams gegen das Schwarz-Weiß-Denken. dtv, München 2018, ISBN 978-3-423-26212-5.

## Reportagen
- Claudia Uebel, Yüksel Uğurlu: Der Moslem-Macher. WDR, 2007.